# Elroy and the Aliens
Elroy and the Aliens ist ein Point-and-Click-Adventure, das von Motiviti in Slowenien entwickelt und veröffentlicht wurde. Das Spiel wurde am 2. April 2025 für Windows, MacOS und Linux veröffentlicht. Konsolenportierungen sind für eine spätere Veröffentlichung geplant.

## Spielmechanik
Elroy and the Aliens ist ein Point-and-Click-Adventure. Der Spieler übernimmt die Kontrolle über den gleichnamigen Elroy, sammelt Gegenstände und spricht mit NPCs, um Rätsel zu lösen und die Geschichte voranzutreiben. Er kann neue Orte freischalten und Entscheidungen treffen, die den Ausgang des Spiels beeinflussen.

## Handlung
Das Spiel spielt im Jahr 1993 in einer fiktiven Stadt namens Slope City. Elroy, ein brillanter Raketeningenieur, dessen Vater vor 18 Jahren unter mysteriösen Umständen verschwand, und Peggie, eine neugierige investigative Journalistin mit einer Leidenschaft für Sprachen, Geschichte und die Aufdeckung der Wahrheit, entdecken ein Geheimnis und begeben sich auf ein Abenteuer. Sie verlassen ihre ruhige Heimatstadt Slope City und begeben sich in die Weiten des Weltalls, um Elroys lange verschollenen Vater zu finden. Unterwegs decken sie eine drohende Gefahr auf, die das gesamte Universum, wie sie es kennen, in Gefahr bringen könnte.

## Entwicklung
Elroy and the Aliens wurde vom slowenischen Studio Motiviti entwickelt und ursprünglich für 2017 angekündigt. Es erschien am 2. April 2025. Das Spiel ist vollständig in englischer Sprache vertont und wurde von Marcel Weyers mit deutschen Untertiteln versehen.

## Rezeption
Elroy and the Aliens erhielt von Kritikern „allgemein positive“ Kritiken, laut dem Review-Aggregator Metacritic.
In einem Artikel für Adventure Gamers vergab Erik Parkin 4,5 von 5 Sternen und schrieb: „Elroy and the Aliens ist ein charismatisches Spiel voller Hoffnung, Liebe und Kameradschaft. Ernsthafte und komödiantische Themen verschmelzen zu einer faszinierenden Erzählung, die durch farbenfrohe, skurrile Grafiken ergänzt wird. Ich empfehle Elroy and the Aliens allen Abenteurern.“